# 7016 Conandoyle
7016 Conandoyle è un asteroide della fascia principale. Scoperto nel 1991, presenta un'orbita caratterizzata da un semiasse maggiore pari a 2,2645143 UA e da un'eccentricità di 0,1752449, inclinata di 4,33512° rispetto all'eclittica.
L'asteroide è dedicato allo scrittore inglese Arthur Conan Doyle.